# Município de Danbury (Ohio)
Localização do Ohio nos E.U.A.
O município de Danbury (em inglês: Danbury Township) é um município localizado no condado de Ottawa no estado estadounidense de Ohio. No ano 2010 tinha uma população de 5167 habitantes e uma densidade populacional de 35,29 pessoas por km².

## Geografia
O município de Danbury encontra-se localizado nas coordenadas 41° 31′ 41″ N, 82° 45′ 12″ O. Segundo o Departamento do Censo dos Estados Unidos, o município tem uma superfície total de 146.4 km², da qual 47,06 km² correspondem a terra firme e (67,85 %) 99,34 km² é água.

## Demografia
Segundo o censo de 2010, tinha 5167 pessoas residindo no município de Danbury. A densidade de população era de 35,29 hab./km².